# Hanne Mette Gunnarsrud
Hanne Mette Gunnarsrud (8 febbraio 1972) è una cantante norvegese.

## Biografia
Hanne Mette Gunnarsrud ha avviato la sua carriera musicale nel 2004 come cantante del gruppo schlager Contrazt, con cui ha pubblicato tre album fino al 2009, anno in cui ha lasciato la band per concentrarsi sulla sua vita privata.
Nel 2011 è tornata con Vår, il suo primo album come solista, che le ha fruttato una candidatura ai premi Spellemann, il principale riconoscimento musicale norvegese, per l'album schlager dell'anno. Ha vinto il premio due anni dopo con il suo secondo disco, Minner, ed è stata candidata una terza volta nel 2015 grazie ad Akkurat nå, che è stato il suo primo ingresso nella classifica norvegese, dove ha raggiunto la 16ª posizione.

## Discografia

### Album in studio
- 2011 – Vår
- 2013 – Minner
- 2015 – Akkurat nå
- 2017 – Jentekveld